# Мала Річка (притока Случі)
Мала Річка — річка в Україні, у Березнівському районі Рівненської області. Права притока Случі (басейн Дніпра).

## Опис
Довжина річки приблизно 15,48 км, найкоротша відстань між витоком і гирлом — 12,75  км, коефіцієнт звивистості річки — 1,22 . Річка переважно каналізована.

## Розташування
Бере початок на заході від Балашівки. Тече переважно на північний захід через Вітковичі і впадає у річку Случ, праву притоку Горині.
Річку перетинає автомобільна дорога Т 1811 (автомобільний шлях територіального значенні у Рівненській області, Клесів — Михалин — Березне — Антонівка).